# Gilead (Nebraska)
Gilead – wieś w Stanach Zjednoczonych, w stanie Nebraska, w hrabstwie Thayer.